# Vaiśālī

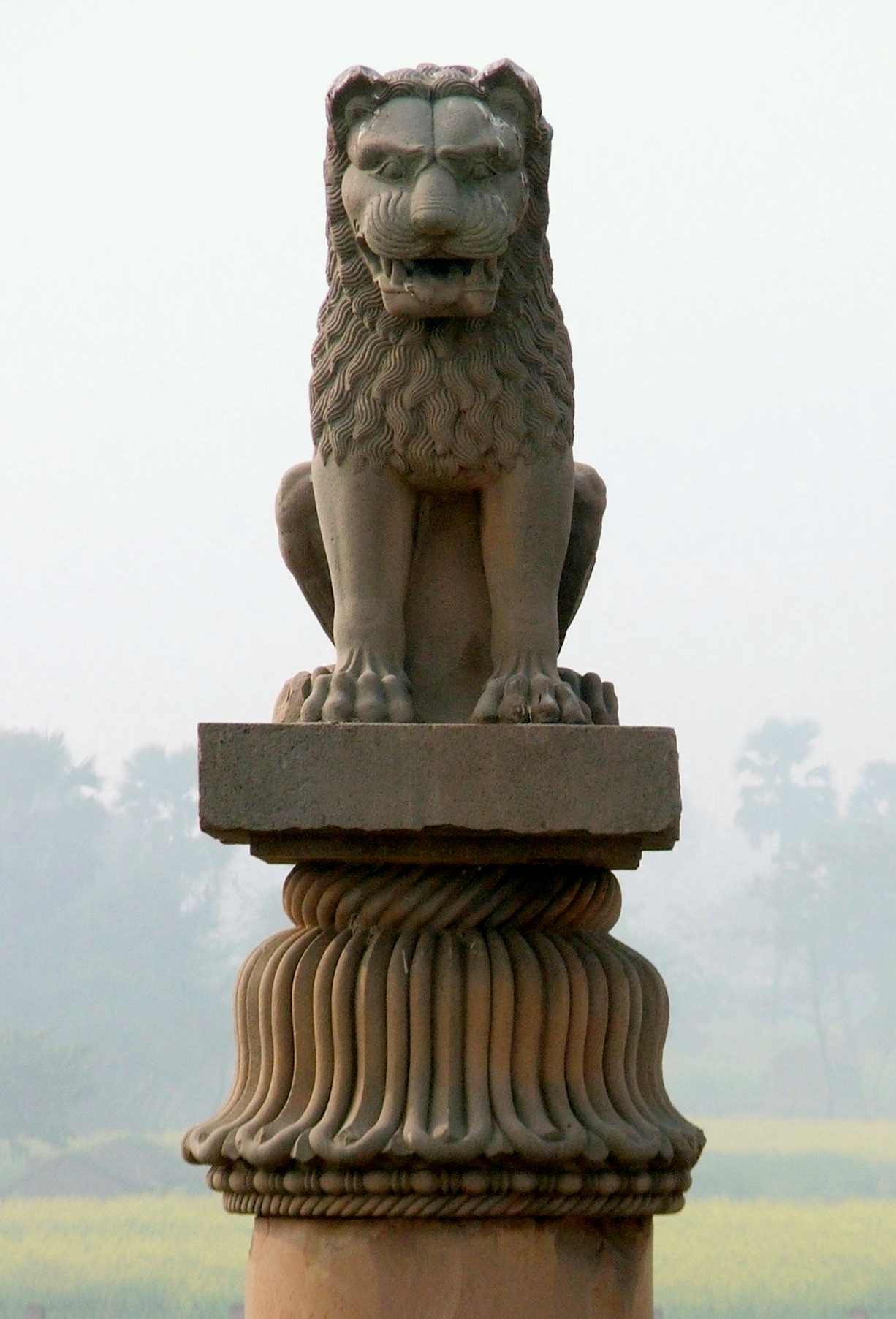
Capitello di un pilastro di Ashoka a Vaiśālī

Vaiśālī (devanagari: वैशाली) fu la capitale di Licchavi, una delle prime repubbliche esistite, della confederazione Vajji (Vrijji) mahajanapadas, attorno al VI secolo a.C. Fu qui che nel 599 a.C. il 24° giain Tirthamkara, Bhagwan Mahavira, nacque e fu portato a Kundalagrama nella repubblica di Vaiśālī, il che lo rende meta di pellegrinaggio per i giainisti. Anche Gautama Buddha predicò il suo ultimo sermone qui nel 483 a.C., e nel 383 a.C. il secondo concilio buddista fu convocato qui da re Kalasoka, per cui è anche un importante centro buddista.
Al tempo del Buddha, Vaiśālī, che egli visitò in numerose occasioni, era una grande città, ricca e prospera, affollata di persone e con abbondante cibo. Una sua cortigiana, Amrapali, era famosa per la sua bellezza, ed aiutò parecchio a rendere prospera la città. La città aveva tre cinte di mura, ognuna delle quali ad un gāvuta di distanza dall'altro, e in ognuna di essere si aprivano tre porte munite di torri d'avvistamento. Fuori dalla città si estendeva ininterrottamente fino all'Himalaya la vasta foresta di Mahavana. Nelle vicinanze c'erano altre foreste, come ad esempio Gosingalasāla.
La città viene citata negli appunti di viaggio degli esploratori cinesi, Fǎxiǎn (IV secolo) e Xuánzàng (VII secolo), che furono poi usati nel 1861 dall'archeologo britannico Alexander Cunningham per identificare Vaiśālī con l'attuale villaggio di Basrah nel distretto di Vaishali, in Bihar.

## Etimologia
Vaiśālī prende il nome da re Vishal di epoca mahābhārata. La città viene anche chiamata Visālā. Buddhaghosa, studioso e storico indiano buddista del V secolo, diceva che Vesali prendeva il nome dal fatto che era grande o vishal.

## Storia

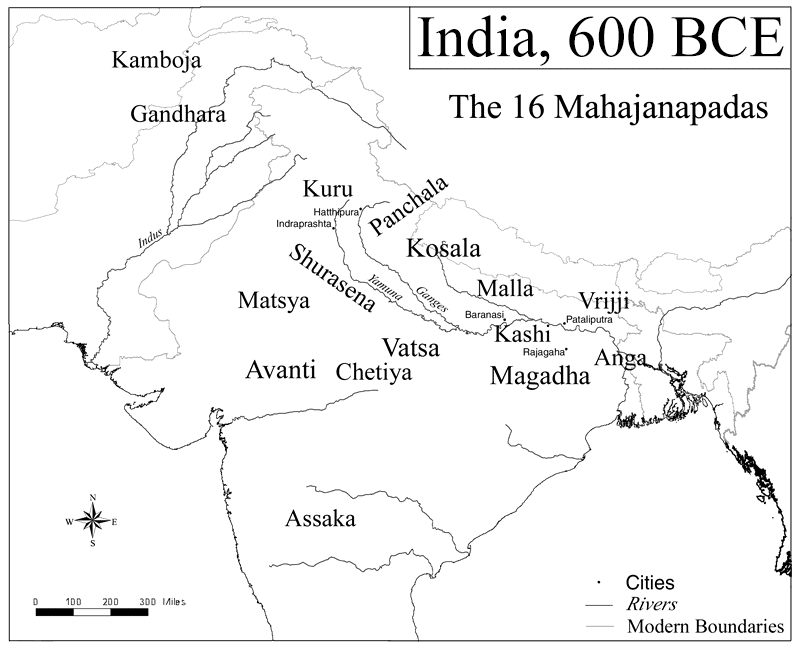
Vajji o Vrijji Mahajanapadas, 600 a.C.

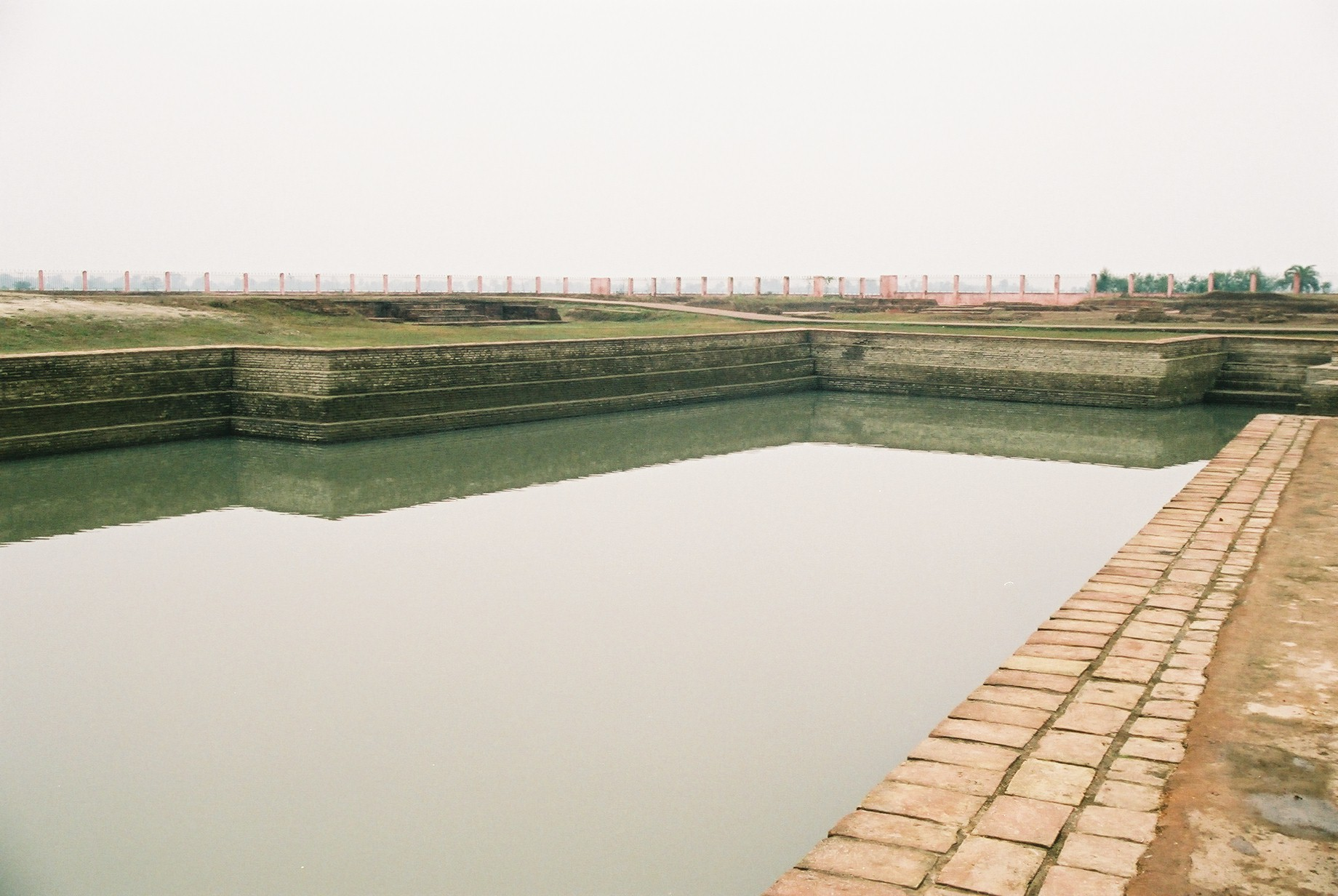
Abhishek Pushkarini, luogo di incoronazione, nei pressi dello stupa del Buddha, a Vaishali

Anche prima dell'avvento del Buddismo e del Giainismo, Vaiśālī era la capitale dello stato di Licchavi. In quel periodo Vaiśālī era un'antica metropoli nonché capitale della repubblica di Vaiśālī, che occupava buona parte della regione himalayana del Gange dove oggi si trova lo stato del Bihar (India). Si conosce molto poco dell'antica storia di Vaiśālī. Il Vishnu Purana registra 34 re di Vaiśālī di cui si crede che il primo, Nabhaga, abbia abdicato il trono per un problema di diritti umani, e si crede che abbia dichiarato: "Io sono ora un libero coltivatore del terreno, re del mo acro".  L'ultimo dei 34 re fu Sumati, considerato contemporaneo di Dasaratha, padre del dio hindu Rāma.
Nella repubblica di Vaiśālī nacque Mahavira. Il Gautama Buddha predicò il proprio ultimo sermone a Vaiśālī e vi annunciò il suo Parinirvana. Vaiśālī è anche famosa come la terra di Amrapali (scritto anche Ambapali), la famosa cortigiana indiana che appare in numerose storie di folclore e nella letteratura buddista. Amrapali divenne poi discepola del Buddha.
A un chilometro di distanza si trova Abhishek Pushkarini, il luogo dell'incoronazione. Le acque sacre di questo luogo ungevano i rappresentanti eletti di Vaiśālī. Nelle sue vicinanzesi trovano il tempio giapponese e lo stupa Vishwa Shanti (Pagoda della pace mondiale) costruiti dalla setta giapponese Nipponzan-Myohoji.
Nei pressi del luogo di incoronazione si trova lo stupa 1, o stupa reliquiario. Qui gli abitanti di Lichchavi seppellirono una delle otto parti delle reliquie del Maestro, che ricevettero dopo il Mahaparinirvana. Dopo il suo ultimo discorso, il Risvegliato partì per Kushinagar, e gli abitanti di Licchavi continuarono a seguirlo. Buddha diede loro la sua ciotola per le elemosine, ma essi si rifiutarono ancora di tornare. Il Maestro creò l'illusione di un fiume in piena che li costrinse a tornare. Il sito può essere identificato con Deora, nell'attuale villaggio di Kesariya, dove in seguito Ashoka costruì uno stupa.

## Visite del Buddha a Vaiśālī

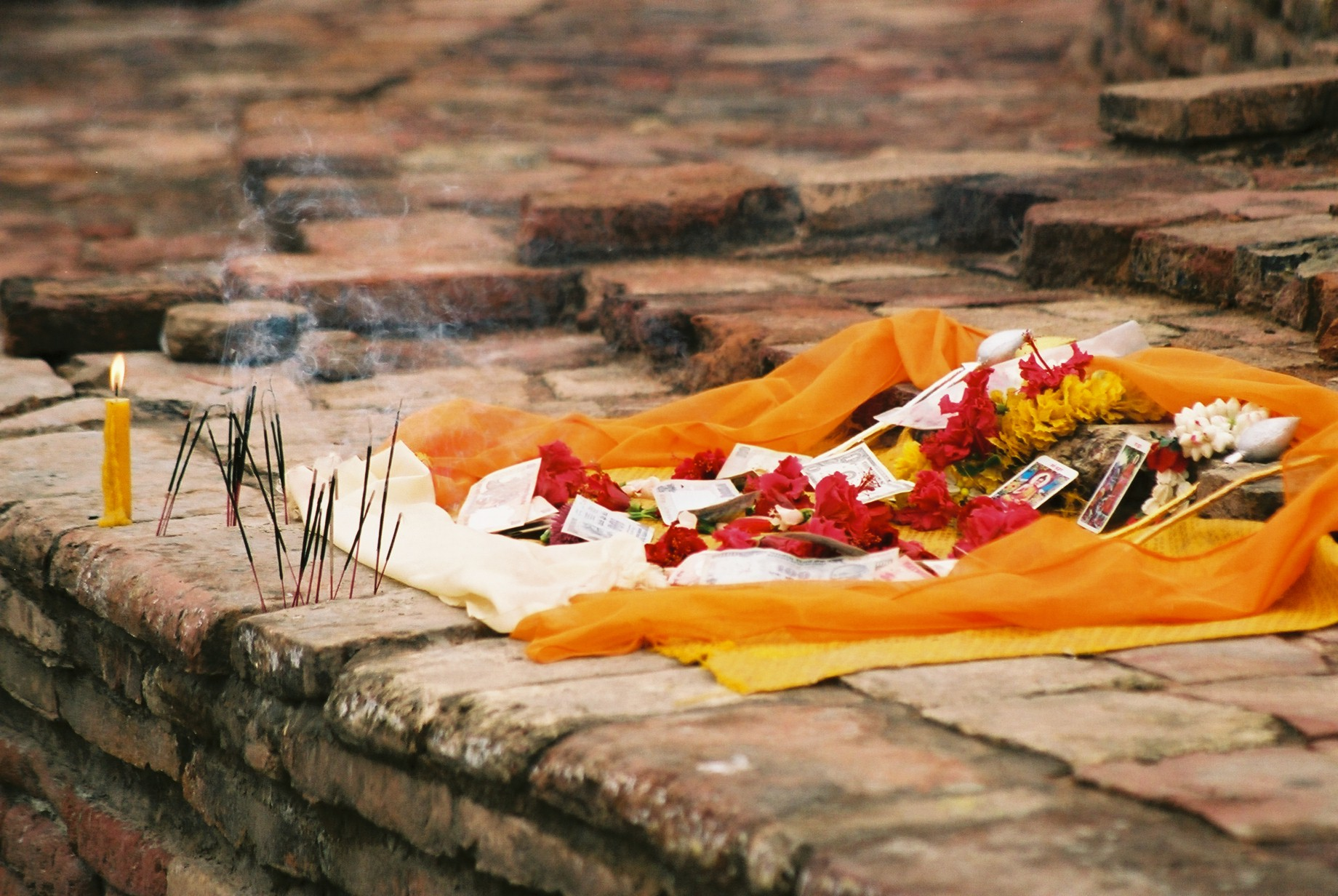
Santuario buddista tra i Vihara, a Vaiśālī

Il Buddha visitò per la prima volta Vaiśālī nel quinto anno dopo la sua Illuminazione, e vi passò la stagione delle piogge. I Commentari del Buddismo Theravada forniscono descrizioni dettagliate delle circostanze di questa visita. Vesāai era abitta da settemila persone e sette raja, ognuno dei quali aveva grandi proprietà, numerosi palazzi e luoghi di piacere. Vi fu una carenza nella fornitura di cibo dovuta alla siccità, e le persone morirono in gran numero. L'odore dei corpi in putrefazione attirò gli spiriti maligni, e molti abitanti furono presi da malattie intestinali. Gli abitanti si lamentarono col principe regnante, ed egli convocò un'assemblea generale in cui si decise, dopo numerose discussioni, di invitare in città il Buddha. Dato che il Buddha si trovava allora a Veluvana in Rājagṛha, Mahāli di Licchavi, amico di re Bimbisāra e figlio del cappellano di Vesali, fu inviato da Bimbisara con la richiesta di convincere il Buddha a recarsi a Vaiśālī.
Bimbisāra riportò la richiesta al Buddha che, dopo aver ascoltato la storia di Mahāli, accettò il viaggio. Il Buddha iniziò il viaggio con 500 monaci. Bimbisāra addobbò la strada da Rājagṛha al Gange, una distanza di cinque leghe, fornendo tutti i comfort possibili. Accompagnò il Buddha, ed il Gange fu raggiunto in cinque giorni. Le navi, ornate con splendore, erano pronte per il Buddha ed i suoi monaci, e ci viene detto che Bimbisāra seguì il Buddha finché l'acqua non gli arrivò al collo. Il Buddha fu ricevuto sulla riva opposta dai Licchavi, con onori ancora maggiori di quelli tributatigli da Bimbisāra. Non appena il Buddha mise piede in territorio Vajji, vi fu una tempesta e cadde una pioggia torrenziale. La distanza tra il Gange e Vaiśālī era di tre leghe; quando Buddha giunse a Vaiśālī, Sakka giunse a ringraziarlo, e, alla vista del deva, tutti gli spiriti cattivi fuggirono impauriti. Alla sera il Buddha insegnò ad Ānanda il Ratana Sutta, ed ordinò che avrebbe dovuto essere recitato all'interno delle tre mura della città, con il contorno della città fatto di principi di Licchavi. Il Buddha stesso recitò il Ratana Sutta all'assemblea, ed 84 000 persone si convertirono. Dopo aver ripetuto il rituale per sette giorni consecutivi, il Buddha lasciò Vaiśālī. Secondo il DhA, il Buddha rimase solo sette giorni a Vaiśālī, mentre KhA parla di due settimane. I Licchavi lo accompagnarono al Gange con i dovuti onori. Sulla riva opposta Bimbisāra ne attendeva l'arrivo per ricondurlo a Rājagṛha. Al suo ritorno qui, il Buddha recitò il Sankha Jātaka.
Non è possibile sapere quante volte il Buddha visitò Vaiśālī, ma i libri ci portano a credere che avvenne numerose volte. Varie regole Vinaya vengono citate come relative a Vaiśālī. La visita descritta sopra sembra essere stat la più lunga. Altre regole Vinaya furono scritte a Vaiśālī. Fu durante una visita a Vaiśālī, dove si era recato partendo da Kapilavatthu, che Mahāprajāpatī Gautamī seguì il Buddha con 500 altre donne Sakya, e, con l'aiuto di Ānanda, ottenne per le donne il permesso di entrare a far parte dell'Ordine sotto certe condizioni.
Il libro descrive l'ultima visita del Buddha a Vesali lungo la strada per Kusinara. L'ultimo giorno della visita, dopo il pasto, si recò con Ānanda a Cāpāla cetiya per la siesta e, durante la conversazione, parlò ad Ānanda delle bellezze di Vaiśālī: l'Udena cetiya, il Gotamaka cetiya, il Sattambaka cetiya, il Bahuputta cetiya ed il Sārandada cetiya, e viene menzionato anche un Kapinayha-cetiya. Tutti questi erano un tempo santuari dedicati a varie divinità locali, ma che dopo la visita del Buddha a Vaiśālī furono convertiti in luoghi del culto buddista. Vengono citati altri monasteri, a Vaiśālī o nelle sue vinanze (ad esempio Pātikārāma, Vālikārāma).

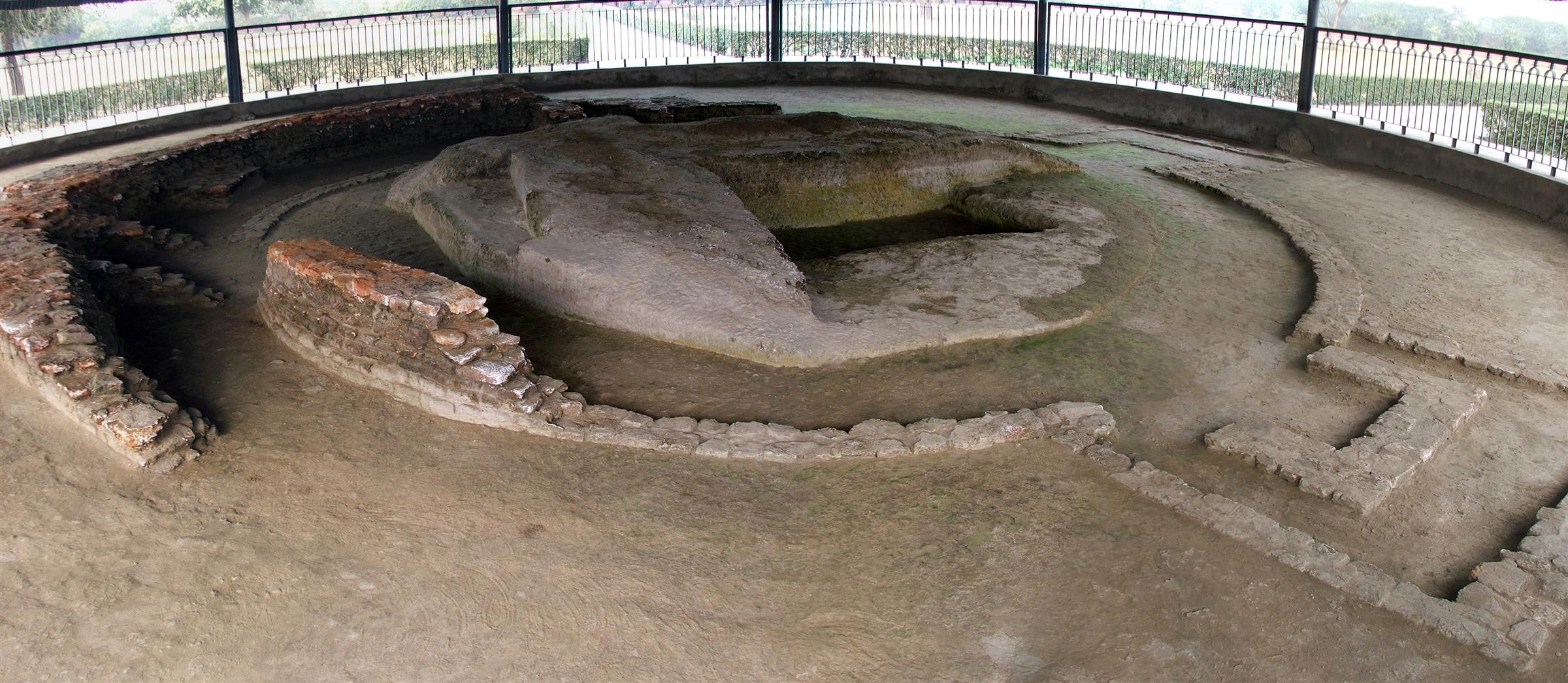
Lo stupa reliquiario dei Licchavi a Vaiśālī

Generalmente il Buddha soggiornava presso il Kutagarasala durante le sue visite a Vaiśālī, ma sembra che a volte abbia abitato in altri ssantuari. Durante l'ultima visita al Cāpāla cetiya decise di morire entro tre mesi, ed informò Māra e, in seguito, Ānanda, della sua decisione. Il giorno successivo lasciò Vaiśālī per Bhandagama, dopo aver dato un ultimo sguardo alla città, "girando il suo corpo rotondo, come un elefante". Durante la stagione delle piogge che aveva preceduto questo avvenimento, il Buddha visse a Beluvagama, un sobborgo di Vaiśālī, mentre i monaci abitarono a Vaiśālī o nei dintorni. Il giorno prima di entrare in vassa, Ambapāli invitò il Buddha ed i monaci a pranzo, alla fine del quale concesse all'Ordine l'uso del suo Ambavana.
Tra gli importanti sutta recitati a Vaiśālī vi sono il Mahāli, il Mahāsíhanāda, il Cúla Saccaka, il Mahā Saccaka, il Tevijja, il Vacchagotta, il Sunakkhatta ed il Ratana. Dopo la morte del Buddha una parte di reliquie fu sepolta in città.

## Giainismo a Vaiśālī
Secondo lo svetambara, l'ultimo Tirthamkara, Mahavira, è nato e cresciuto nel distretto di Kshatriyakund, Vaiśālī, da re Siddhartha e dalla regina Trishila. Vaiśālī era una roccaforte dei Nirgrantha (giainisti), e si dice che delle 42 stagioni delle piogge dell'ultima parte della vita scetica di Mahavira, egli ne visse dodici a Vaiśālī. Vaiśālī era anche la residenza di Kandaramasuka e Pātikaputta. Tra gli eminenti seguaci del Buddha che vissero a Vaiśālī, vanno citati Ugga, Pingiyani, Karanapali, Siha, Vasettha, e vari altri Licchavi.

## Famosi siti buddisti a Vaiśālī

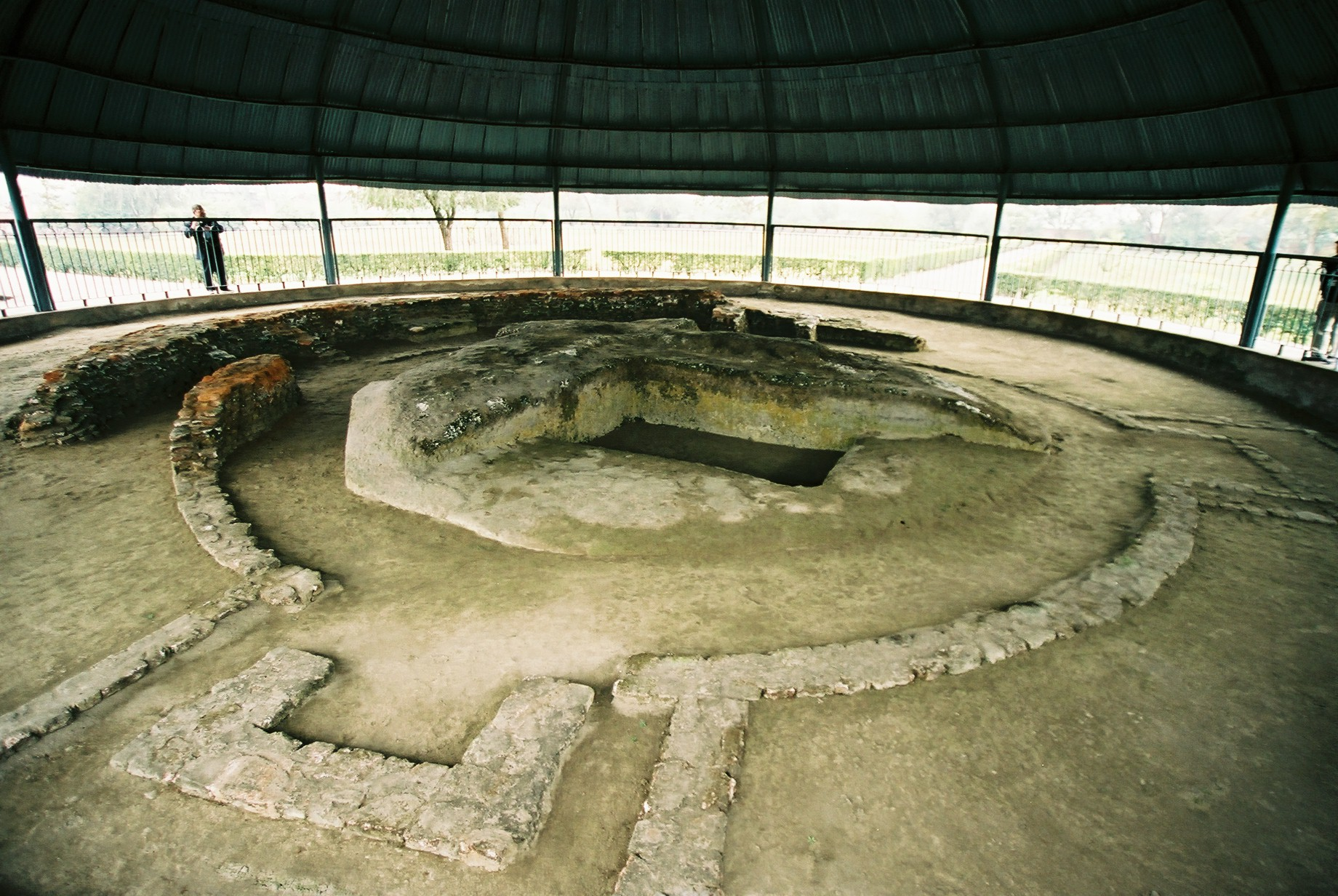
Stupa con le ceneri del Buddha costruito dai Licchavi, Vaiśālī
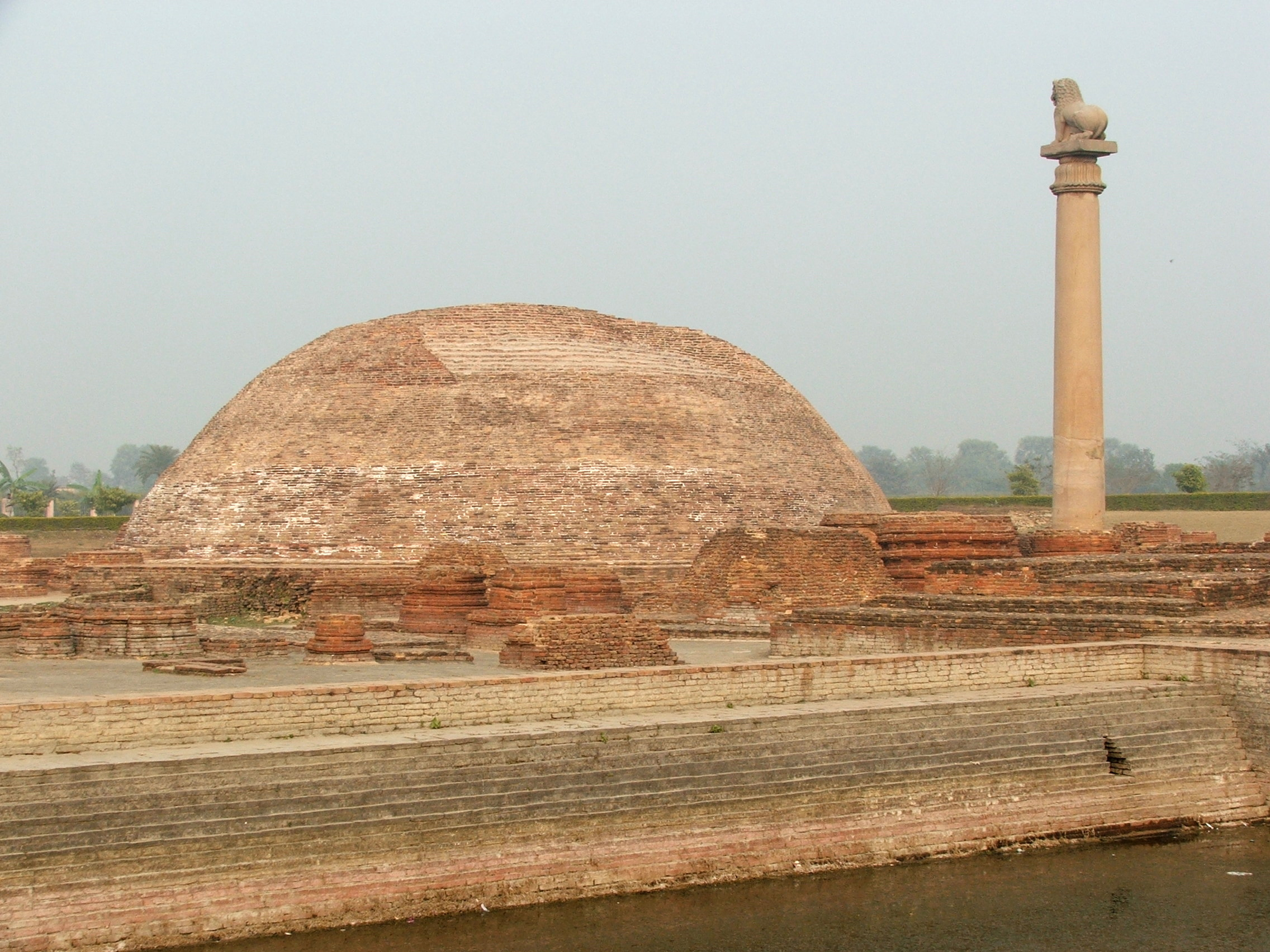
Stupa di Ānanda Stupa, con una colonna Ashoka a Kolhua, Vaiśālī
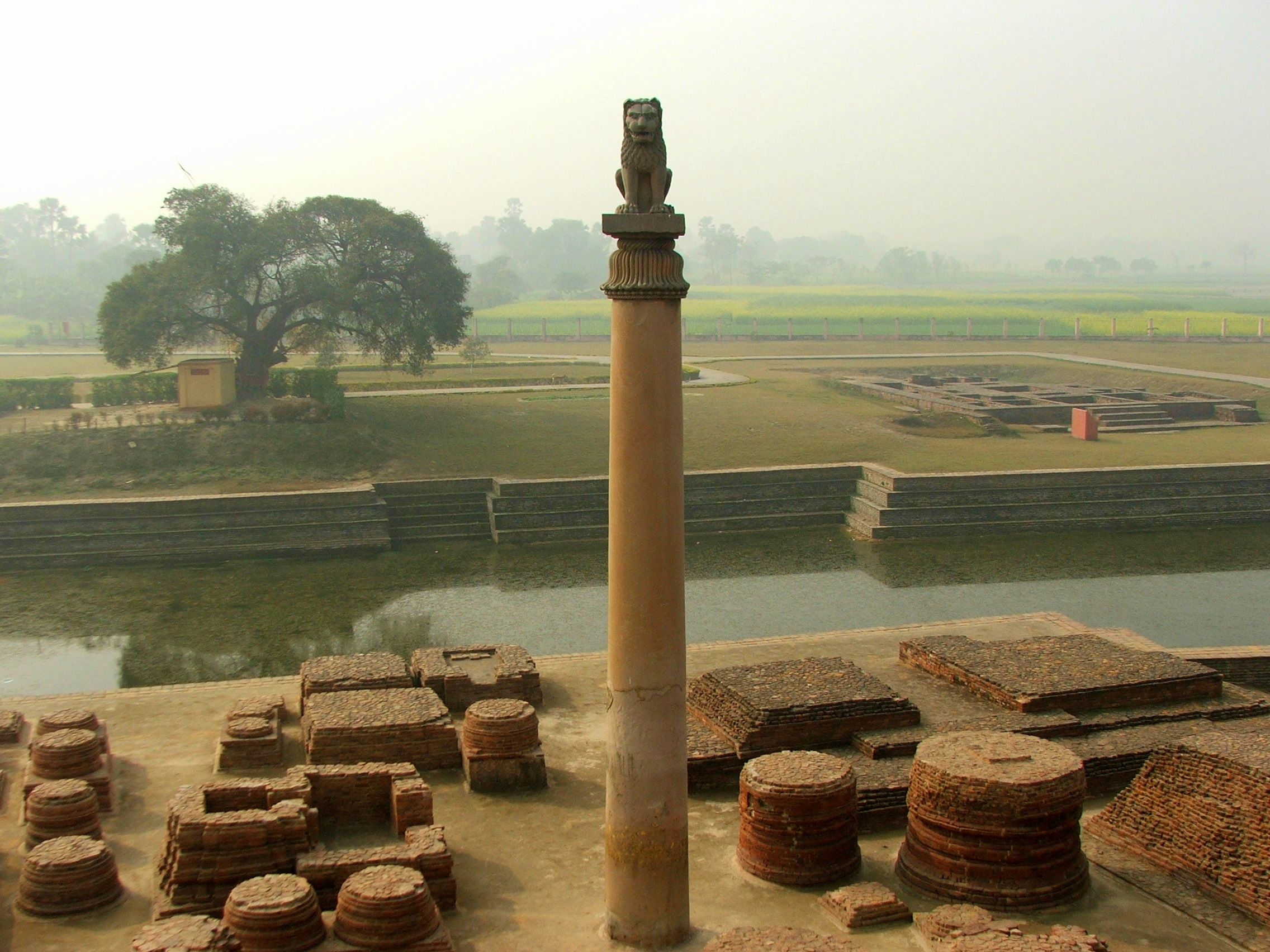
Kutagarasala Vihara

### Kutagarasala Vihara
Kutagarasala Vihara è il monastero in cui Buddha viveva spesso durante le visite a Vaiśālī. Si trova a 3 chilometri dallo stupa reliquiario, e sul pavimento si può trovare lo stupa di Ananda, con una colonna Ashoka in ottime condizioni (forse l'unica Ashoka completa rimasta), ed un antico stagno.

### Luogo dell'incoronazione
A poche centinaia di metri dallo stupa reliquiario si trova l'Abhishek Pushkarini, il luogo dell'incoronazione. Le sue acque sacre ungevano i rappresentanti eletti di Vaiśālī.

### Pagoda della pace mondiale
Vicino al luogo dell'incoronazione si trova un tempio giapponese e lo stupa Viśvā Śānti (Pagoda della pace mondiale) costruiti dalla setta nichiren giapponese Nipponzan-Myohoji. Una piccola parte delle reliquie del Buddha trovate a Vaiśālī sono state sepolte nelle fondamenta e nel chhatra di questo stupa.